# 阿肯那頓改革

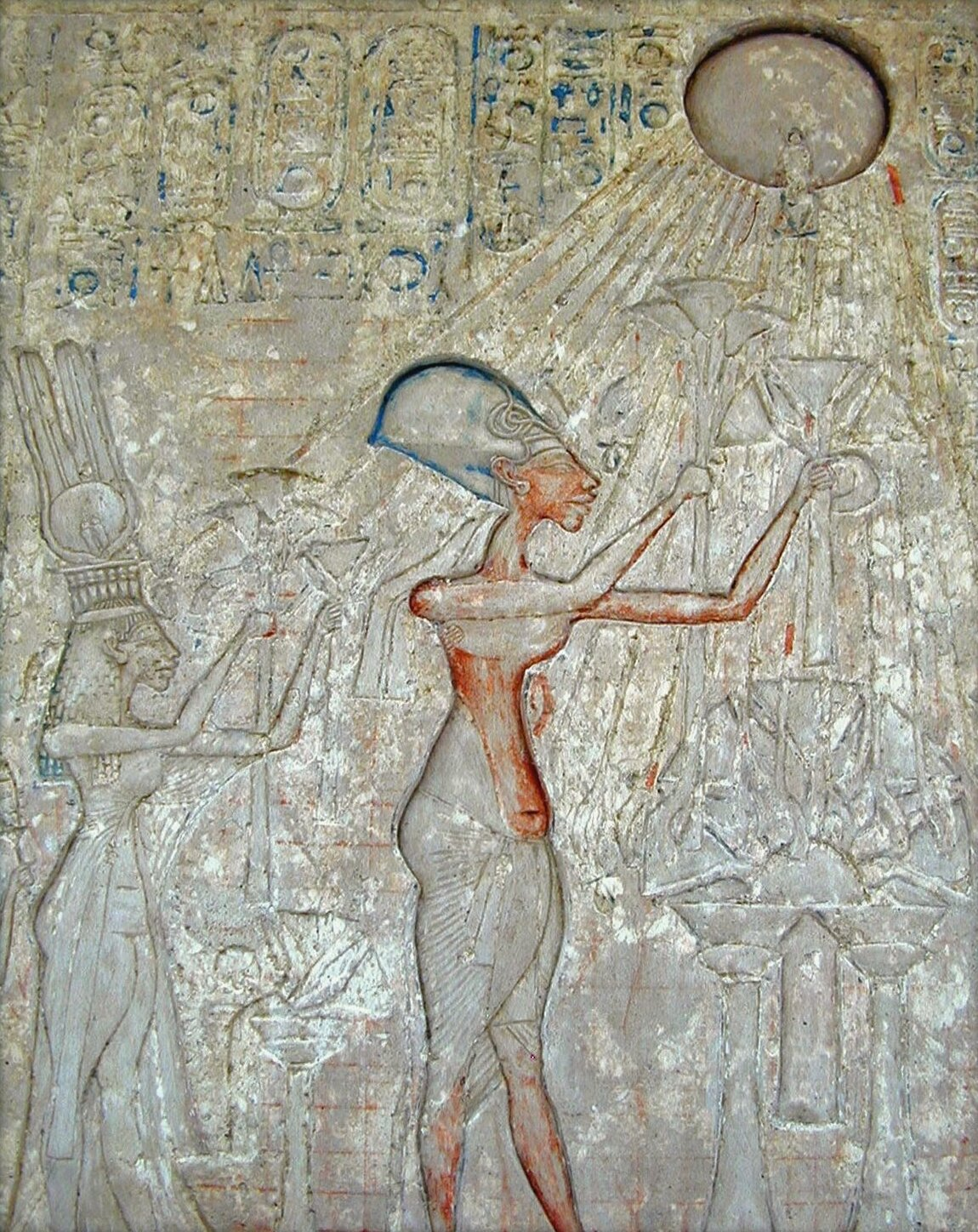
阿肯那頓與家人崇拜阿頓

阿肯那頓改革發生於公元前1352至前1333年，是古埃及新王國埃及第十八王朝國王阿蒙霍特普四世（阿肯那頓）所進行的一次社會改革。此次改革促進了古埃及的文化、建築和藝術發展。

## 背景
在阿肯那頓即位前，阿蒙神廟的僧侶不僅擁有雄厚的物質財宮，而且常常干預政事。阿肯那頓為了打擊僧侶集團勢力和世襲權貴，加強中央集權的統治，依靠中小奴隸主和新興的軍事貴族，進行全面的社會改革。

## 影響

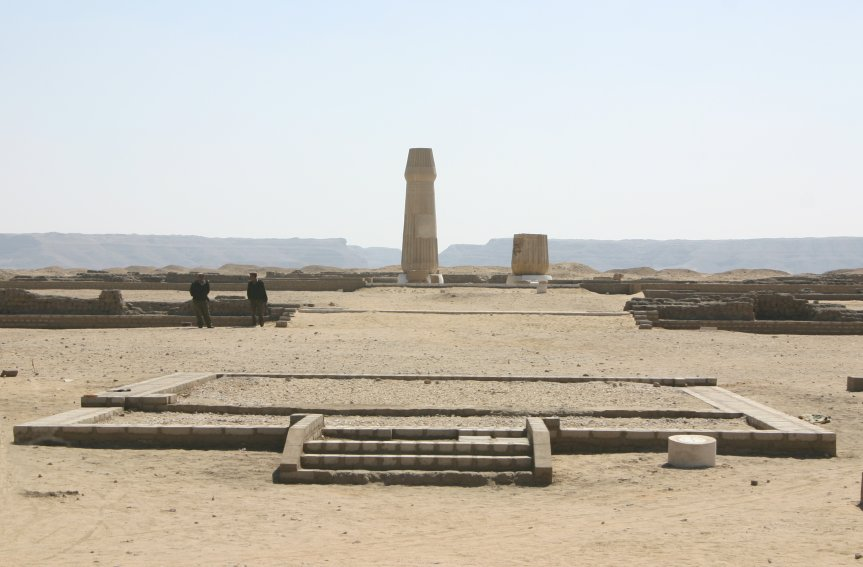
新都埃赫塔頓(阿瑪納)的阿吞神廟遺址

阿肯那頓禁止崇拜傳統的阿蒙神和其他地方神，下令封閉阿蒙神廟，沒收其廟產，抹掉一切紀念物上阿蒙的名字，樹立阿頓神為全國崇拜的準一的太陽神，在各地大建阿頓神廟。阿肯那頓統治的第六年，遷都至尼羅河的新都阿瑪納，取名為埃赫塔頓（意為阿頓之境界）。提拔新人改革政府官吏的成分，並在新都大力興建阿頓神廟宇，雕塑阿頓神像。在藝術上，追求樸素優美的現實主義，出現了許多的優秀文藝作品。阿肯那頓死後不久，改革徹底被廢除。